# 小倉百人一首文化財団
公益財団法人小倉百人一首文化財団（おぐらひゃくにんいっしゅぶんかざいだん）は、小倉百人一首をテーマとして、京都文化や京都観光の発展に貢献するために京都商工会議所が2003年11月に設立した公益法人である。小倉百人一首の歌碑建設、小倉百人一首の殿堂時雨殿（2006年1月27日開館 - 2017年3月21日）の建設・運営、嵯峨嵐山文華館（2018年11月1日開館）の改装・運営、文化イベント、競技かるた大会などの開催を目的としている。時雨殿は当時の理事長であった任天堂元社長の山内溥の私財を投じて建設され、嵯峨嵐山文華館へのリニューアルにあたっては2017年に理事長に就任したアイフル創業者の福田吉孝が私財を投じて建設している。2020年時点で、福田の娘で福田美術館館長（合同会社AYG代表社員）の川畑光佐が専務理事を務めている。